# Cárcel de Punta de Rieles

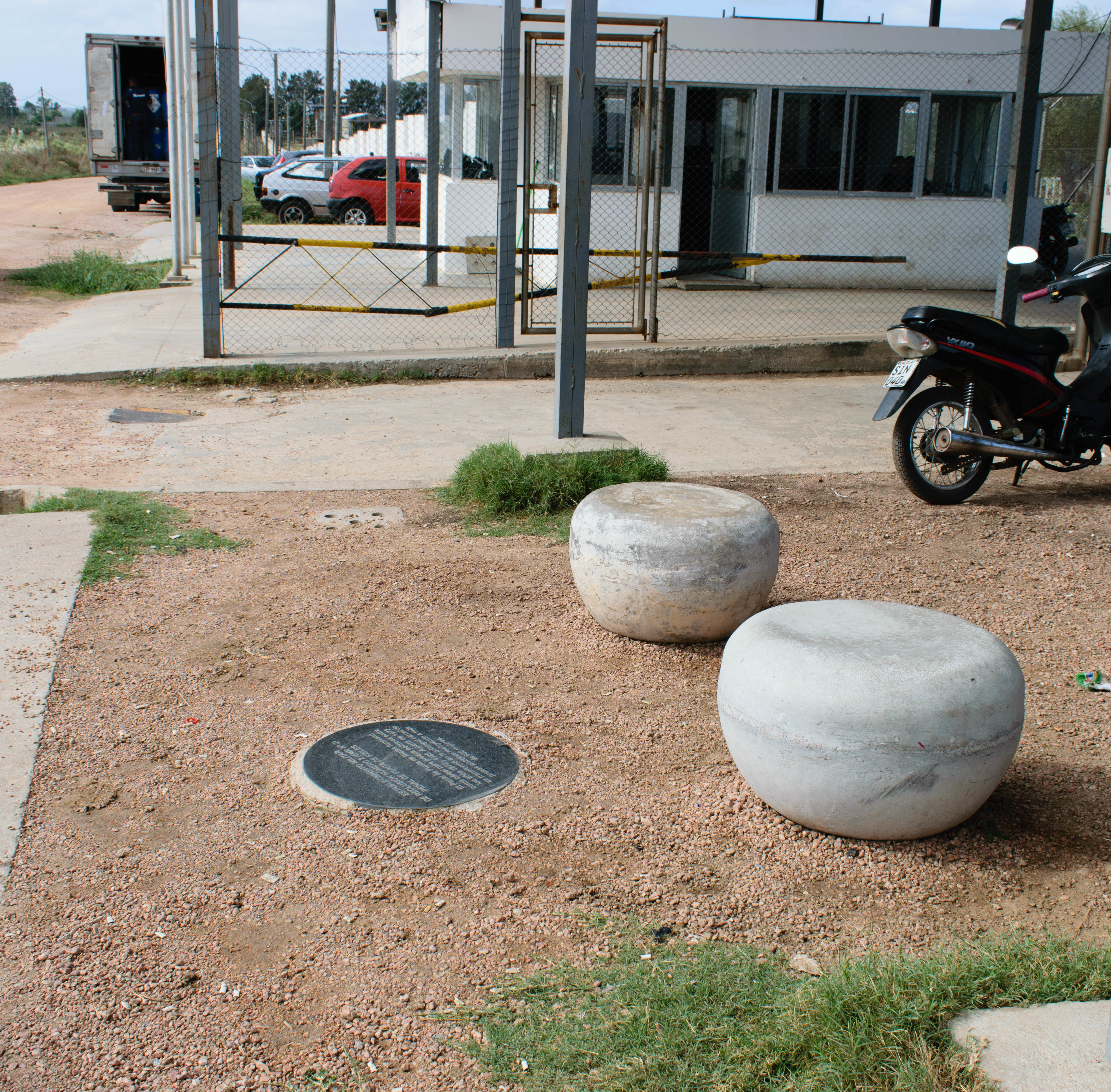
Marcas de la Memoria en la entrada a la Cárcel de Punta de Rieles.

La Unidad Nº 6 de Punta de Rieles, conocida como Cárcel de Punta de Rieles, o Penal de Punta de Rieles, es una prisión de Montevideo, ubicada en el barrio homónimo, sobre las calles Camino Dionisios s/n, entre Camino Punta de Rieles y Camino Chacarita de los Padres, a 14 kilómetros de Montevideo.

## Historia
La cárcel se ubica en un predio que originalmente fue propiedad de la Orden Jesuítica, el cual en 1968 es adquirido por el Ministerio del Interior. Dicho establecimiento, en el marco de la aplicación de medidas prontas de seguridad durante los gobiernos de Jorge Pacheco Areco (1968-1972) y Juan María Bordaberry (1972-1973) fue destinado a la reclusión de detenidos.
En 1972 entra en vigencia la Ley Nº 14.068 de «Seguridad del Estado y del orden interno», con lo cual las personas detenidas en el marco de la represión política podían ser juzgadas por tribunales militares. Punta de Rieles pasó a funcionar entonces como centro de reclusión de estos prisioneros, quienes fueron trasladados posteriormente al Penal de Libertad. 

### Reclusión de presas políticas durante la dictadura
Durante la dictadura cívico-militar uruguaya, Punta de Rieles se convirtió en uno de los centros de reclusión para el encarcelamiento masivo y prolongado de oponentes al régimen. Convirtiéndose en una prisión exclusiva para mujeres, junto con la  Cárcel de Mujeres de Montevideo «Cabildo», la Escuela de Nurses «Carlos Nery», el Establecimiento Militar de Reclusión N.º 3 de Paso de los Toros y las dependencias de Fusileros Navales.
El 16 de enero de 1973, un total de 175 mujeres fueron procesadas por la justicia militar y destinadas al entonces llamado Establecimiento Militar de Reclusión Nº 2 (EMR 2).
La llegada de nuevas prisioneras requería una constante  ampliación y remodelación. Se construyeron pabellones anexos al edificio central (que originalmente tenía capacidad para 180 personas), nuevos celdarios y calabozos de castigo; no obstante, se vivía en condiciones de hacinamiento, con hasta entre 18 y 22 prisioneras en cada celda. Se levantaron torres de vigilancia, cercos perimetrales e instalaciones para efectivos militares, que llegaron a ser unos 300, entre tropa femenina y masculina. También se agregaron algunas instalaciones para la comodidad de los directores del penal y sus familias, como piscina, cancha de polo y de fútbol, y hasta un pequeño zoológico.
El régimen de reclusión, inicialmente más liberal, se fue volviendo cada vez más severo. A partir de 1974 se endureció a través de un proceso de deshumanización permanente, que incluía clasificación de las reclusas, identificación con un número en la espalda, horarios estrictos, sanciones disciplinarias y castigos físicos, restricciones a la comunicación, control de correspondencia, trabajos forzados y pautas de conducta militar. 
La guardia perimetral de la cárcel era realizada por efectivos masculinos, y la guarda interna, en contacto directo con las prisioneras, estaba a cargo del personal femenino. La administración del penal era ejercida por oficiales, muchos de ellos reconocidos como torturadores, según testimonios de reclusas.
En la Oficina de Inteligencia del penal se guardaba un archivo con información detallada sobre las mujeres y su familia, que era utilizado como una herramienta de control. Allí se practicaban interrogatorios bajo fuertes presiones psicológicas y amenazas de tortura y muerte. Las reclusas eran evaluadas en «su grado de evolución ideológica» para decidir sobre su nivel de «recuperación», «transformación moral» y «readaptación social».
No obstante, las prisioneras políticas de Punta de Rieles también generaron estrategias de resistencia. Fueron significativas las prácticas grupales, como las representaciones teatrales clandestinas que lograban organizar y que les permitían generar y sostener lazos de solidaridad.
En 1977 todas las presas políticas fueron concentradas en el establecimiento de Punta de Rieles. Estuvieron recluidas más de 600 presas políticas. 

### Años posteriores
En junio de 2010 vuelve a convertirse en un centro penitenciario como respuesta a la situación de superpoblación carcelaria en Uruguay. Es una Unidad de Media Seguridad para hombres con una población de 604 personas (2017). Es administrada por el Instituto Nacional de Rehabilitación. Se la considera actualmente una cárcel de buenas prácticas en términos de rehabilitación a través de actividades laborales.